# Maxime Fiset
Pour les articles homonymes, voir Fiset.
Maxime Fiset est un militant indépendantiste québécois devenu consultant en déradicalisation après avoir quitté l'extrême droite.
En 2007, il fonde le groupe d'extrême droite Fédération des Québécois de souche. Après avoir été condamné pour incitation à la haine en 2009, il entame un processus de déradicalisation au début des années 2010. 
Il devient ensuite consultant pour le Centre de prévention de la radicalisation menant à la violence jusqu'en 2019.

## Biographie
À 17 ans, Maxime Fiset rejoint le groupe de skinheads néonazis Sainte-Foy Krew à Québec après les avoir rencontrés alors qu'il travaillait comme agent de sécurité dans un parc,.

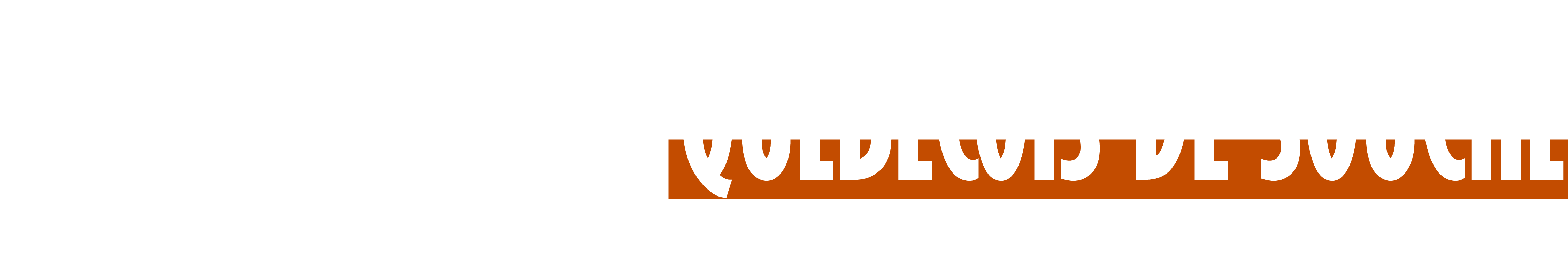
Logotype de la Fédération des Québécois de souche.

En 2007, à l'âge de 18 ans, il fonde la Fédération des Québécois de souche, premier site web rassemblant les extrémistes de droite au Québec, qui devient ensuite une organisation,,.
Arrêté et inculpé pour incitation à la haine et possession d'arme illégale en 2008, il perd son emploi et se retrouve isolé socialement. Il plaide coupable en 2009 et est condamné à 150 heures de travaux communautaires,.
En 2009, avec d'autres militants d'extrême droite, il contribue au noyautage du Parti indépendantiste jusqu'à ce que leurs affiliations soient révélées par Le Soleil.
Il devient ensuite modérateur sur le site Stormfront en 2010 avant de s'en distancier progressivement. Sa déradicalisation s'amorce notamment à la suite de son expérience de videur dans un bar gay, où il rencontre sa compagne en 2011, et à la naissance de sa fille en 2012,.
En 2016, il est consultant pour le Centre de prévention de la radicalisation menant à la violence de Montréal. Il n'y travaille plus en 2019,,.
En septembre 2019, il annonce sa candidature à l'investiture de Québec solidaire pour l'élection partielle dans la circonscription de Jean-Talon à Québec. Il la retire en octobre 2019, citant un épisode dépressif dont il ne s'estime pas suffisamment remis pour assumer la fonction de représentant des électeurs,.
Il est adepte du survivalisme depuis 2005,.